# Phorbia asymmetrica
Phorbia asymmetrica este o specie de muște din genul Phorbia, familia Anthomyiidae, descrisă de Masayoshi Suwa în anul 1974. Conform Catalogue of Life specia Phorbia asymmetrica nu are subspecii cunoscute.